# Église Saint-Pierre d'Argentière
L'église Saint-Pierre d'Argentière est une église catholique française du XVIIIe siècle, située dans le département de la Haute-Savoie, sur le territoire de la commune de Chamonix, dans le hameau d'Argentière.

## Historique

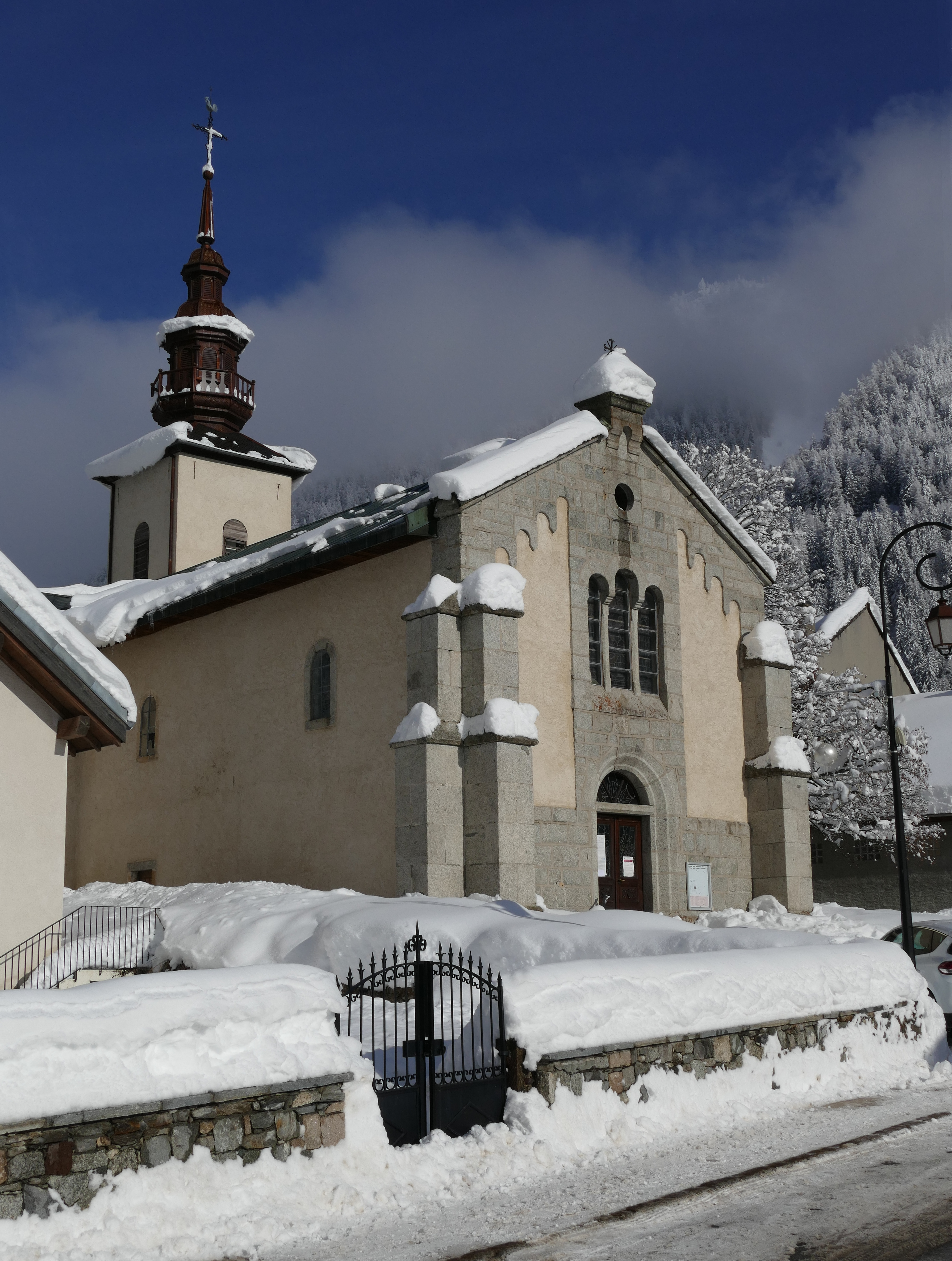
L'église Saint-Pierre d'Argentière en janvier 2021.

L'église d'Argentière fut construite, au frais des habitants, en 1724 par des maçons originaire de la région du lac de Côme, afin d'éviter aux habitants d'Argentière de devoir se rendre à l'église de Chamonix, inaccessible en hiver. Elle fut consacrée par l'évêque de Genève, Michel-Gabriel Rossillon de Bernex, le 23 octobre 1727. Elle sera agrandie d'une travée et la façade fut refaite vers 1860.
Le 5 novembre 1912, le bas-relief du retable est classé à titre objet des monuments historique. Celui-ci date du XVIIe siècle et serait originaire d'Italie. Il représente l'adoration des Mages. Par ailleurs, un ostensoir en argent est lui aussi classé à titre objet, le 10 avril 1963.
De 1965 à 1967, l'édifice fut entièrement restauré, en gardant son art baroque d'origine.
Un nouvel orgue a été installé en 2016 grâce au concours financier de la mairie et le soutien de la Fondation du patrimoine. La cérémonie de bénédiction du nouvel instrument a eu lieu en février 2017 par l'évêque d'Annecy et en présence du maire de la commune Chamonix-Mont-Blanc. Le concert inaugural a eu lieu le 27 juillet de la même année.

## Description
L'église est édifiée dans un style baroque, et possède un retable classé. Elle est surmontée d'un clocher à bulbe, recouvert, depuis 1987, d'écailles en fer blanc étamé.